# Dokumentationszentrum KZ Bergen-Belsen

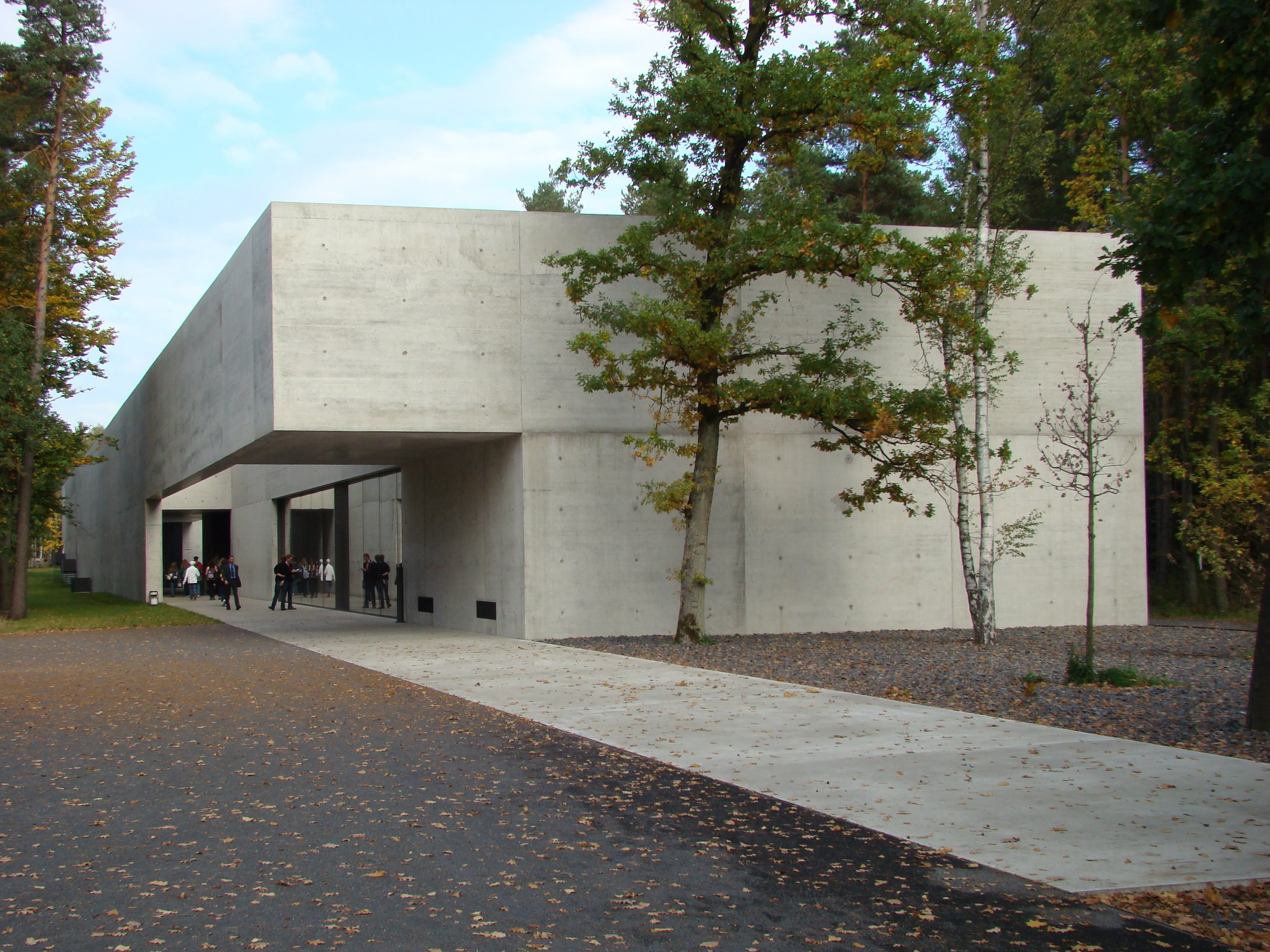
Dokumentationszentrum Außenansicht (2008)

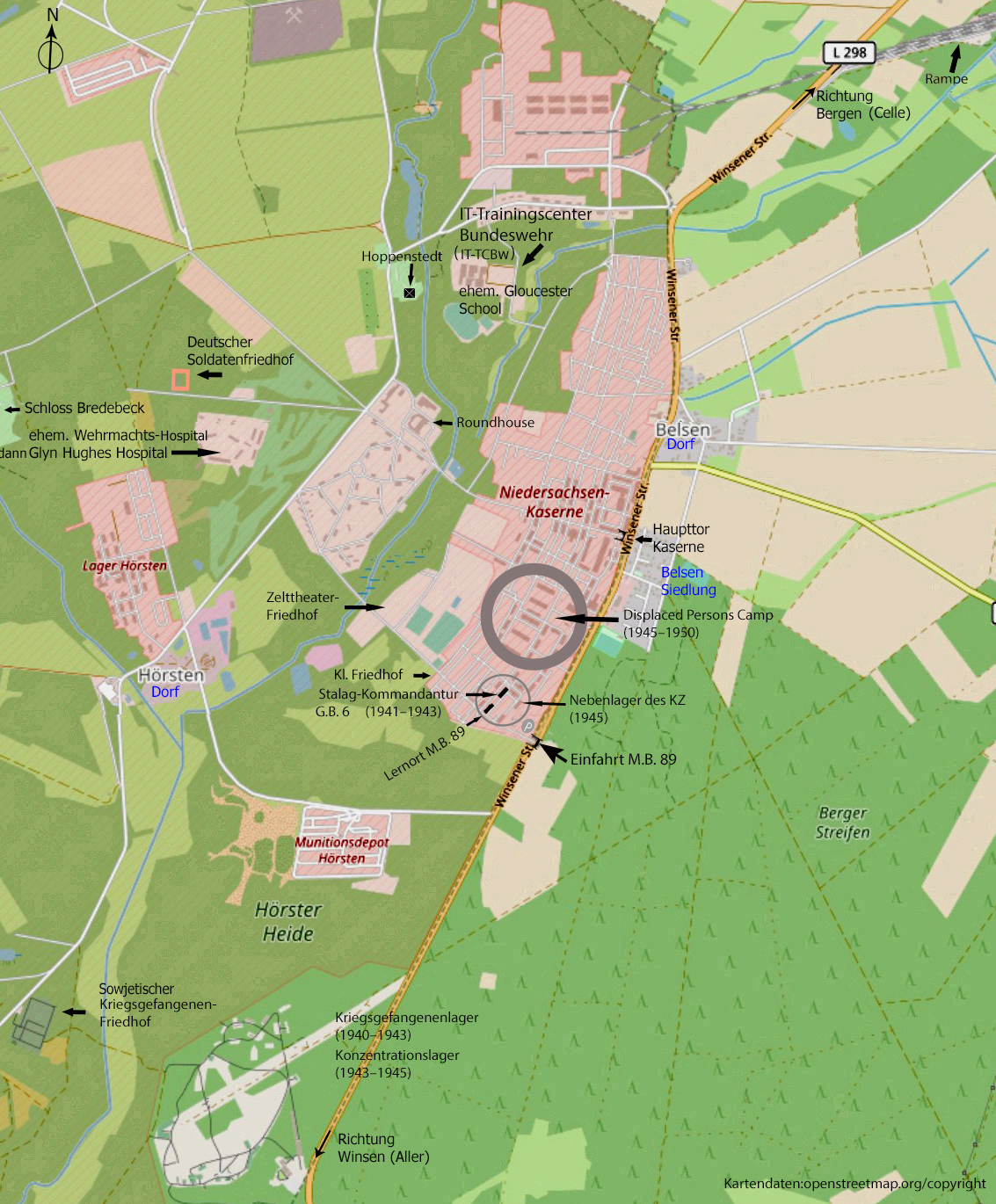
Gesamtübersicht Kasernen- und KZ-Gelände

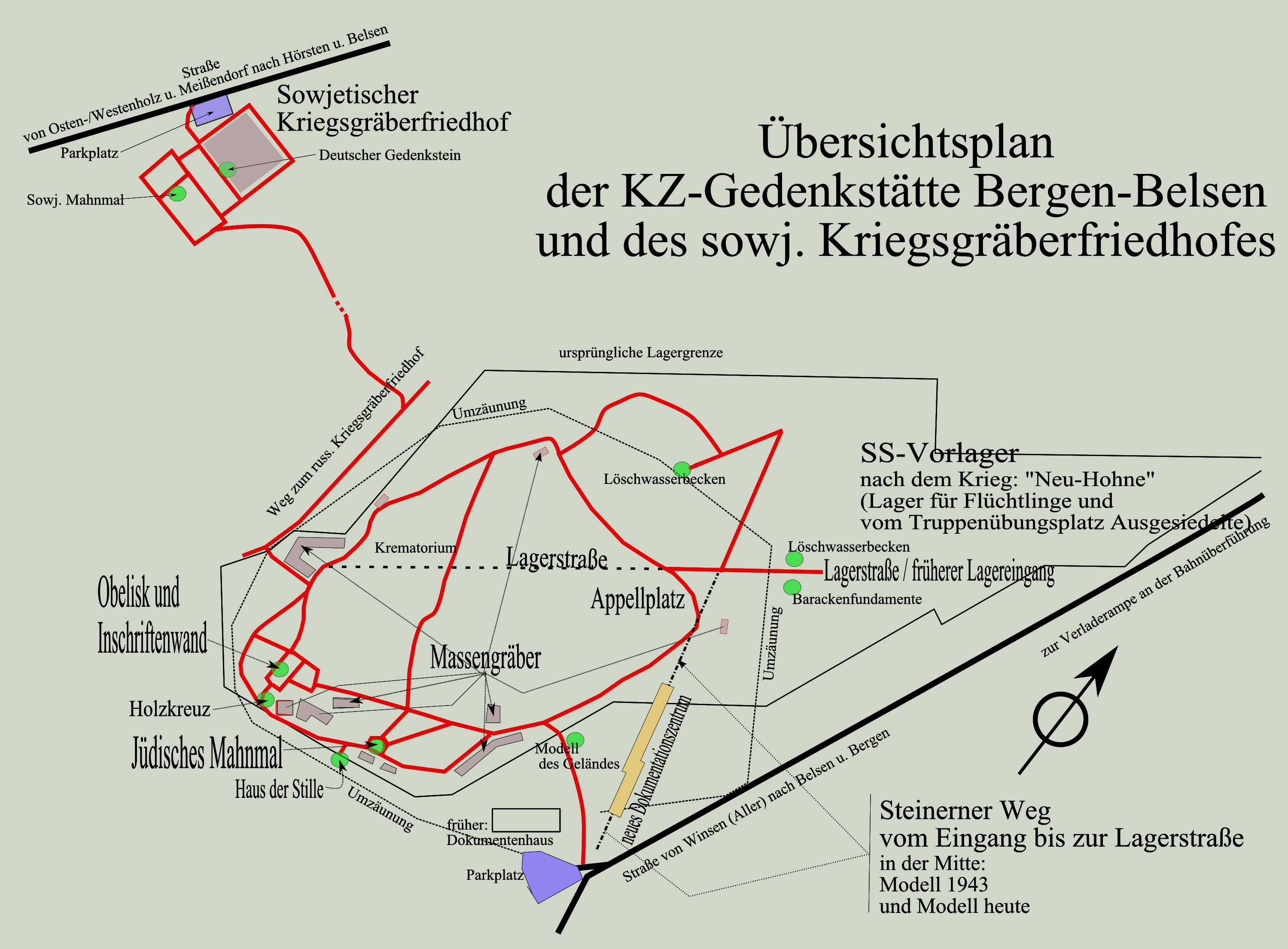
Planzeichnung der KZ-Gedenkstätte

Das Dokumentationszentrum KZ Bergen-Belsen zeigt in einer Dauerausstellung das Geschehen in Bergen-Belsen, Wietzendorf und Oerbke. Von den Anfängen einer Barackensiedlung für Bauarbeiter, über die Kriegsgefangenenlager und das spätere Konzentrationslager Bergen-Belsen, bis zur Befreiung des Lagers durch die Briten. Weiter wird die Errichtung des DP-Camp Belsen für Displaced Persons (DP) auf dem angrenzenden Kasernengelände in Belsen dokumentiert. Auch der Nachkriegsjustiz ist ein Teil des Dokumentationszentrums gewidmet.

## Das Dokumentationsgebäude
Bis Mitte der 1960er Jahre gab es hier nur sehr begrenzte Informationen über das Lager. 1990 wurde eine Dauerausstellung eröffnet, die allerdings aufgrund des Quellenmangels noch sehr stark eingeschränkt war. Am 28. Oktober 2007 wurde das neue Dokumentationszentrum Bergen-Belsen eröffnet. Vor allem Archive des vormaligen sowjetischen Bereichs und Quellen aus dem Besitz ehemaliger Häftlinge und Zeitzeugen ermöglichten eine umfassendere Dokumentation. Das Gebäude liegt an der Straße zwischen Bergen, Belsen und Winsen (Aller), am Südrand des ehemaligen Bereichs des nationalsozialistischen Konzentrationslagers.
Das 18 Meter breite, teils zweigeschossige, fast 200 Meter lange Betongebäude wurde von den Braunschweiger Architekten Engel und Zimmermann geplant (Büro KSP). Es hat eine Ausstellungsfläche von 1.500 m². Die Kosten in Höhe von 13 Millionen Euro trugen je zur Hälfte die Bundesrepublik Deutschland und das Land Niedersachsen. Für den Bau dieser Gedenkstätte erhielt das Architekturbüro gemeinsam mit der Stiftung niedersächsische Gedenkstätten den Niedersächsischen Staatspreis für Architektur 2008. Allerdings gibt es auch Kritik am Konzept und der Finanzierung des Dokumentationszentrums, die zum Teil Ausdruck in der Presse gefunden haben.

## Mitarbeiter
Leiter der Gedenkstätte war seit 2014 der Historiker Jens-Christian Wagner, der im Oktober 2020 die Leitung der Stiftung Gedenkstätten Buchenwald und Mittelbau-Dora übernahm. Ihm folgte Elke Gryglewski als Leiterin der Gedenkstätte.
Der Historiker und Autor Thomas Rahe ist seit 1987 wissenschaftlicher und stellvertretender Leiter der KZ-Gedenkstätte Bergen-Belsen. Henry Friedlander war von 2001 bis 2007 Vorsitzender einer internationalen Kommission aus elf Fachleuten, die ehrenamtlich die Neukonzeption des Dokumentationszentrums KZ Bergen-Belsen beratend begleiteten.
Seit 1993 finden alljährlich 25 bis 30 Maßnahmen niedersächsischer Jugendverbände auf dem Gelände der Gedenkstätte und des sowjetischen Kriegsgräberfriedhofes statt. Die Jugendlichen setzen sich dabei in Bergen-Belsen aktiv mit der Geschichte des Nationalsozialismus auseinander. Freilegung, Erforschung, Dokumentation, Vermessung und Sicherung von baulichen Resten des ehemaligen Lagers konnten dabei vorgenommen werden. In der Vergangenheit wurden auch Lagerteile durch solche Workcamps neu gestaltet.

## Die Ausstellung
Die Dauerausstellung zeigt Dokumente und Fotos aus den Lagern Bergen-Belsen Stalag XI C (311), Wietzendorf Stalag XD (310) und Oerbke Stalag XI D (321). Außerdem in kurzen Videoszenen Berichte von Überlebenden des Konzentrationslagers Bergen-Belsen sowie von ehemaligen Kriegsgefangenen der Lager. Sie berichten über ihre Kindheit und Jugend, die Familie und Heimatstadt und das Leben in und nach der Deportation bzw. Gefangenschaft. Gezeigt werden auch die Lebensdaten und Fotos von Menschen die das Lager nicht überlebt haben. Weiter sind Zeitzeugen-Berichte von Anwohnern der Nachbardörfer der Lager zu sehen.
In den Fußboden des Dokuzentrum-Gebäudes sind Bodenvitrinen eingelassen. Hier befinden sich diverse Gebrauchs-Gegenstände die in den Baracken oder auf dem Lagergelände gefunden wurden.
Nach der Befreiung des KZ Bergen-Belsen wurden von der britischen Army Film und Photographic Unit (AFPU) 33 Rollen Schmalfilm und über 200 Fotos aufgenommen, von denen in der Ausstellung einige zu sehen sind.

### Chronologie des Lagers Bergen-Belsen
Die Ausstellung zeigt in einem großen Bereich, mit diversen Plänen, Zeichnungen und Beschreibungen, den chronologische Aufbau der einzelnen Lagerteile, des Kriegsgefangenenlagers und des späteren KZ Bergen-Belsen.
1936 bestand nördlich einer Straße, die von Belsen nach Meißendorf führte, eine Siedlung von über 40 Gebäuden, überwiegend Holzbaracken. Im Ostteil waren diese in Reihen angeordnet. Im Westteil, in einem Kiefernwald, waren mehrere verstreut stehende Baracken (das sogenannte „Waldlager“). Hier waren etwa 3000 deutsche Bauarbeiter untergebracht. Sie waren in Belsen beschäftigt, um die Kasernen der Wehrmacht für den im Aufbau befindlichen Truppenübungsplatz Bergen zu errichten. Etwa 700 Meter weiter südlich war bereits ein Schießstand für den Truppenübungsplatz angelegt.
Ab 1940 wurden in den Baracken 600 französische und belgische Gefangene untergebracht.

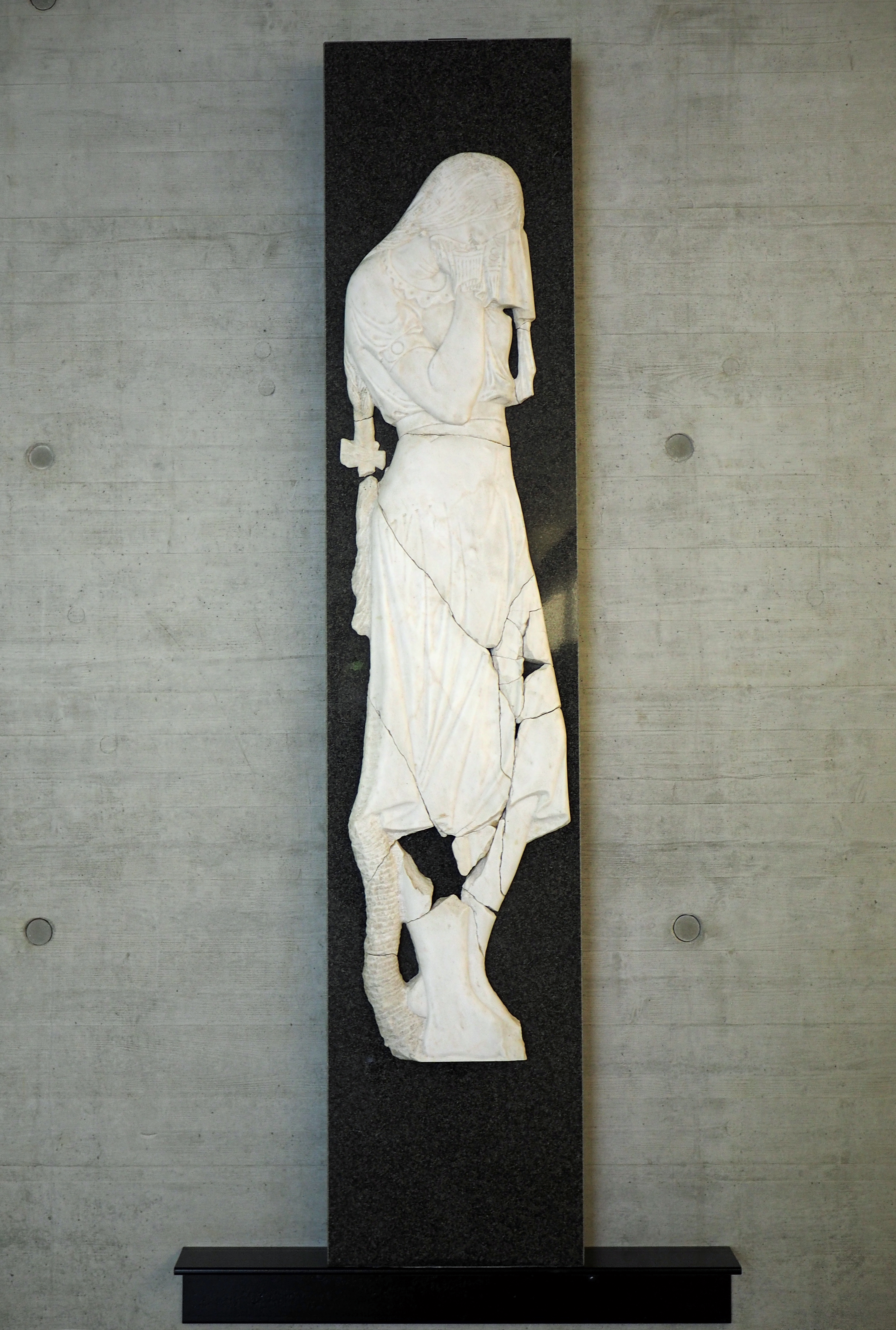
Die Trauernde, das restaurierte Original von Mykola Muchin im Dokugebäude. Das Mahnmal stand vorher auf dem Kriegsgefangenen-Friedhof. Es wurde im September 1980 zerstört. Seit August 1981 steht dort eine Replik des Steinmetz Gebauber Winsen.

Ab Mai 1941 wurde das gesamte Areal geräumt und zur Aufnahme von etwa 20.000 sowjetischen Kriegsgefangenen vorbereitet. Außerdem erweiterten serbische Gefangene das Gelände nach Süden auf etwa 55 Hektar. Sie errichteten Wachtürme und zogen einen Stacheldrahtzaun um das Gelände. Das Lager erhielt die Bezeichnung Stalag XI C(311). Im Osten des Geländes, nahe der Landstraße (heute L 298) von Bergen nach Winsen, wurde der Haupteingang mit den Verwaltungsbaracken angelegt. Im „Waldlager“ errichtete man ein Lazarett mit etwa 770 Betten. Im Südteil des Geländes wurde das Hauptlager für die Kriegsgefangenen angelegt. Im August 1941 waren bereits 8.000 sowjetische Kriegsgefangene in Bergen-Belsen eingetroffen. Am 1. November 1941 war die Anzahl auf 13.878 angewachsen. Es waren aber erst fünf notdürftig fertiggestellte Unterkunftsbaracken vorhanden. Etwa 600 Meter westlich des Geländes, getrennt durch die Meiße, wurde ein Kriegsgefangenenfriedhof angelegt, auf dem die ersten toten Kriegsgefangenen noch in Einzelgräbern bestattet wurden.
Bis zum Sommer 1942 waren im Hauptlager inzwischen einige weitere Holzbaracken errichtet. Das Lazarett war auf 1.200 Betten erweitert worden. Zwischen Juli 1941 und März 1942 kamen etwa 18.000 sowjetische Kriegsgefangene durch Hunger und Seuchen um. Sie wurden auf dem Kriegsgefangenenfriedhof, inzwischen in Massengräbern, verscharrt. Die Baracken selbst standen jetzt größtenteils leer, da die Kriegsgefangenen entweder im Arbeitseinsatz waren oder sich im ständig voll belegten Lazarett befanden.

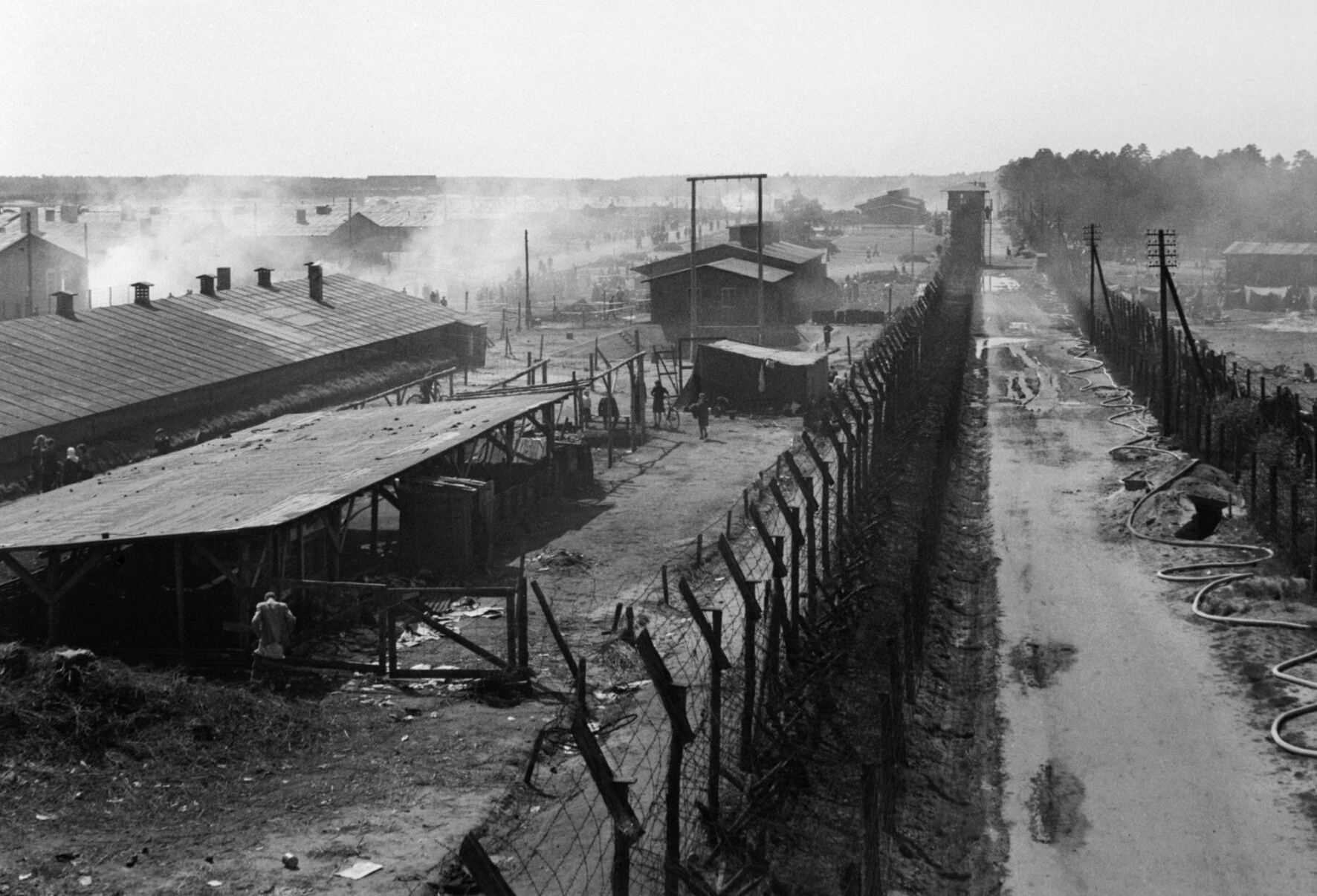
Trasse trennt KZ-Gelände (links) von Lazarett-Bereich (rechts)

Im April 1943 richtete die SS den Teil südlich der Straße von Belsen nach Meißendorf als „Aufenthaltslager Bergen-Belsen der Waffen-SS“ ein. Hier sollten Juden untergebracht werden, die man gegen im Ausland internierte Deutsche austauschen wollte. Etwa 520 KZ-Häftlinge bereiteten das Lager für die Aufnahme von 10.000 Juden vor. Der Ausbau der Baracken ging nur sehr langsam voran und blieb in einem provisorischen Zustand. Im Juli 1943 kamen die ersten „Austauschjuden“ aus den Ghettos in Polen, Griechenland und dem niederländischen Durchgangslager Westerbork. Die einzelnen Gruppen wurden in getrennten Bereichen untergebracht. Die Bereiche waren durch Stacheldrahtzäune voneinander abgegrenzt.
Im Frühjahr 1943 wurde das Lager für Kriegsgefangene Stalag XIC (311) aufgelöst. Das Lazarett wurde aber als Zweiglager des Kriegsgefangenenlagers Fallingbostel (Stalag XI B) weiter betrieben. Hier wurden Kriegsgefangene des gesamten Wehrkreises XI behandelt. Den nördlichen Teil, das Kriegsgefangenenlager, trennte eine etwa vier Meter breite Trasse mit Stacheldrahtzäunen und Sichtschutzmatten an beiden Seiten vom südlichen Teil des Geländes, dem Konzentrationslager. Die ehemalige Straße von Belsen nach Meißendorf war jetzt der Lagertrennstreifen.
Im Herbst 1944 befand sich auf dem KZ-Gelände das Austauschlager mit etwa 6.400 Juden. Dieses war in vier einzelne Läger aufgeteilt, in das „Sternlager“, die Häftlinge mussten hier ihre Zivilkleidung mit dem „Judenstern“ tragen, das „Neutralenlager“ für Juden die die Staatsangehörigkeit neutraler Länder hatten, das „Sonderlager“ für Juden aus Polen und das „Ungarnlager“ für ungarische Juden über deren Freikauf mit ausländischen jüdischen Organisationen verhandelt wurde. Weiter bestand zu der Zeit ganz im Süden das „Frauenlager“. Hier waren in Zelten etwa 2.100 Zivilistinnen aus dem Warschauer Aufstand sowie Häftlinge aus dem KZ Auschwitz-Birkenau untergebracht. Weiter bestand ganz im Osten des KZ-Geländes das „Männerlager“. Etwa 3.000 kranke und als arbeitsunfähig eingestufte Häftlinge aus anderen Konzentrationslagern waren hier in der Regel gefangen gehalten. In den Baracken des Kriegsgefangenen-Lazaretts befanden sich neben sowjetischen Kriegsgefangenen noch etwa 800 italienische Militärinternierte. Neben diesem Bereich waren noch etwa 1000 Männer und Frauen der polnischen Heimatarmee eingesperrt, die während des Warschauer Aufstandes gefangen genommen waren.
Im Januar 1945 wurde der Lazarettbereich von der Wehrmacht an die SS übergeben. Die übernahm Anfang April 1945 auch die etwa ein Kilometer östlich gelegenen Kasernen der Wehrmacht. Gegen Ende des Zweiten Weltkrieges kamen viele KZ-Häftlinge aus anderen frontnahen KZ und Vernichtungslagern nach Bergen-Belsen. In mehr als 100 Transporten und sogenannten „Todesmärschen“ wurden mindestens 85.000 Männer, Frauen und Kinder hierher gebracht. Damit versuchte man die Verbrechen vor den heranrückenden alliierten Truppen zu vertuschen und eine Befreiung der Häftlinge zu verhindern.

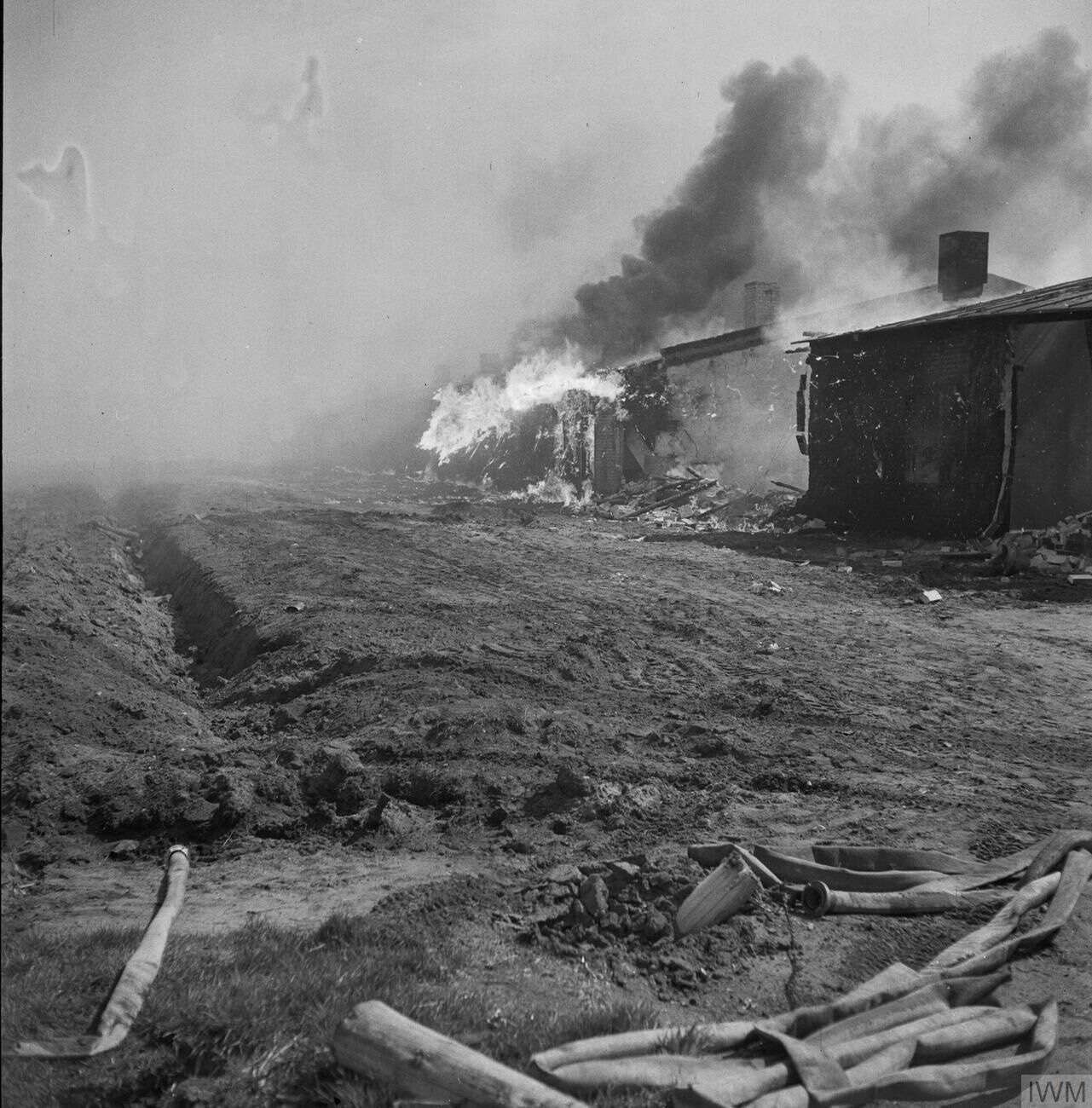
Abbrennen der Baracken

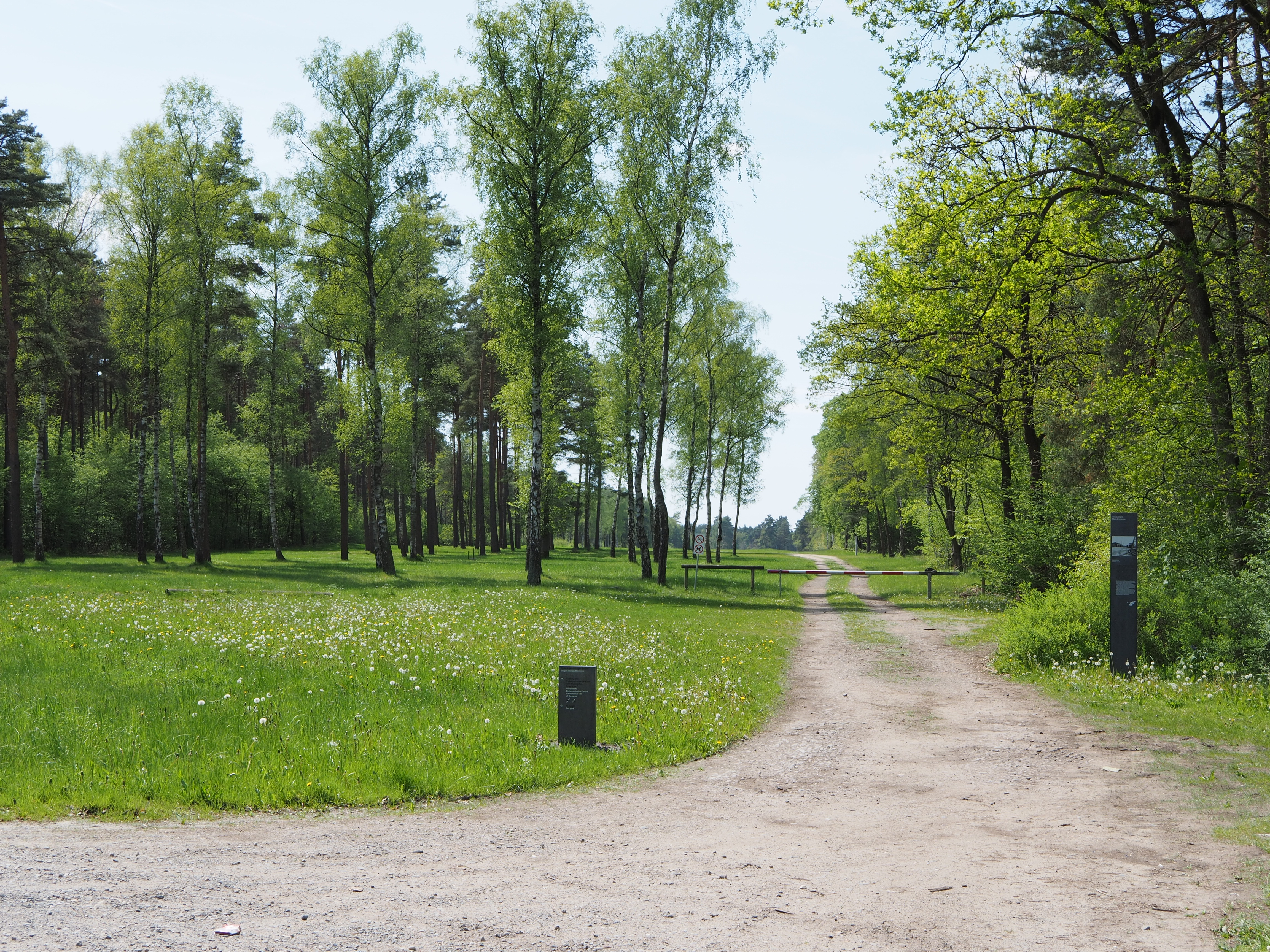
Ehemaliger Lagerhaupteingang heute

Am 15. April 1945 wurde das KZ kampflos an die britischen Streitkräfte übergeben.
Die Baracken des Konzentrationslagers wurden im April/Mai 1945 von den Briten abgerissen und in Brand gesetzt, um die weitere Ausbreitung von Seuchen zu verhindern. Der Abriss der noch verbliebenen Lagerzäune, Wachtürme und des Krematoriums erfolgte im Winter 1945/46 durch deutsche Behörden.
Die meisten Überlebenden des Konzentrationslagers kehrten im Sommer 1945 in ihre Heimat zurück. Es blieben jedoch vor allem Polen und Juden unterschiedlicher Nationalität zurück. Es waren Zivilisten, die durch die Wirren des Zweiten Weltkriegs zunächst ohne bekannten Wohnsitz waren, die sogenannten Displaced Persons (DP).
Im polnischen DP-Camp Bergen-Belsen lebten bis zu 10.000 Personen. Es wurde im Sommer 1946 aufgelöst. Im jüdischen DP-Camp Bergen-Belsen lebten bis zu 12.000 Personen. Das Camp wurde nach der Auswanderung der meisten jüdischen Displaced Persons im Sommer 1950 weitgehend aufgelöst, die letzten DPs verließen es im August 1951.
Durch die parkähnliche Landschaftsgestaltung ist das historische Lager weitgehend zerstört worden. Daher hat das Archiv und die Ausstellung im Dokumentationszentrum eine besondere Bedeutung.

## Übersicht des Dokumentationszentrums

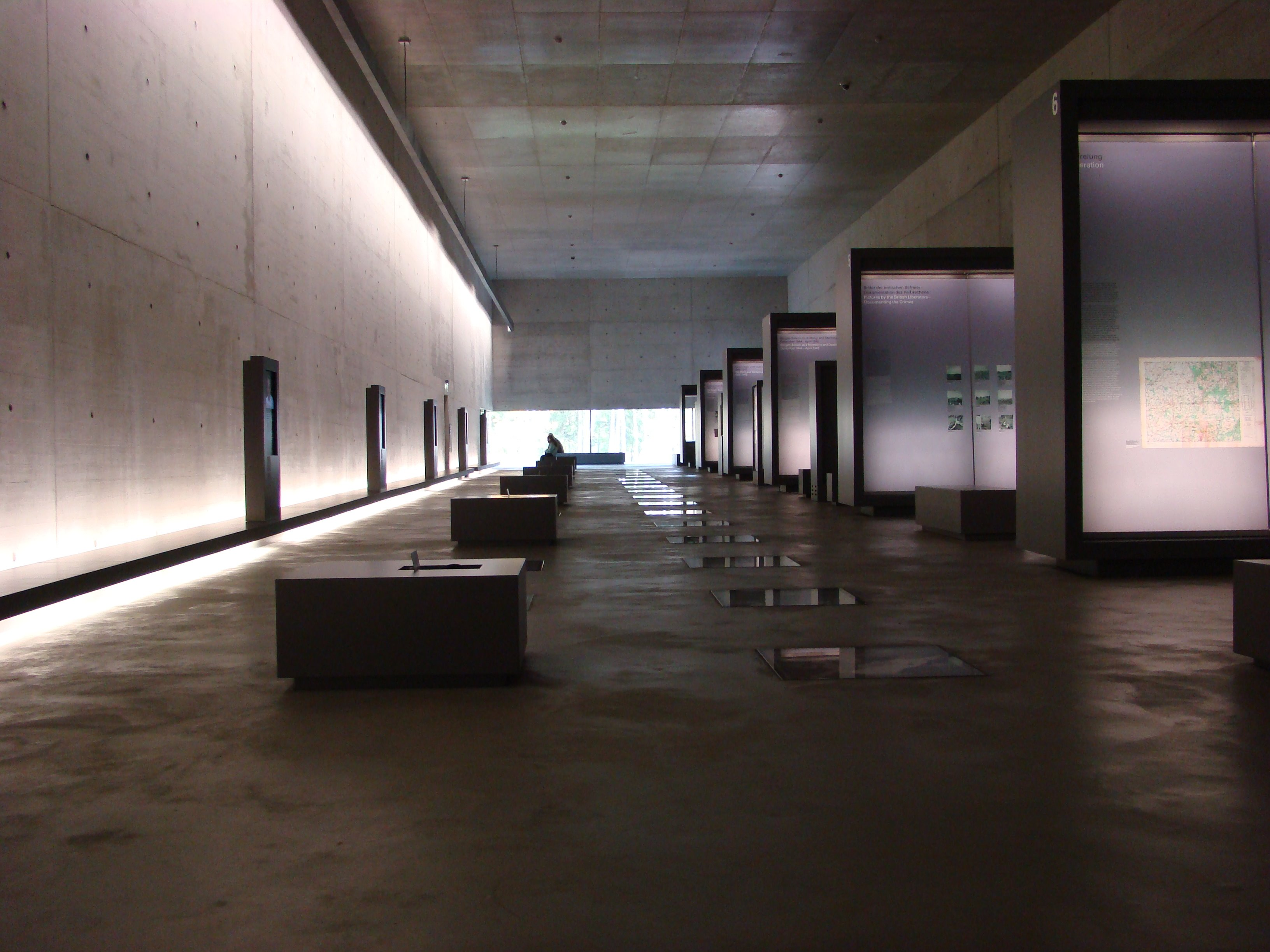
Dokumentationszentrum Innenansicht Erdgeschoss

### Kriegsgefangenenlager der Wehrmacht 1939 bis 1945
Dieser Bereich ist unterteilt in:
- Sowjetische Kriegsgefangene 1941 bis 1942
- Sowjetische Kriegsgefangene 1942 bis 1945
- Italienische Militärinternierte 1943 bis 1945
- Warschauer Aufständische 1944/1945
- Befreiung 1945

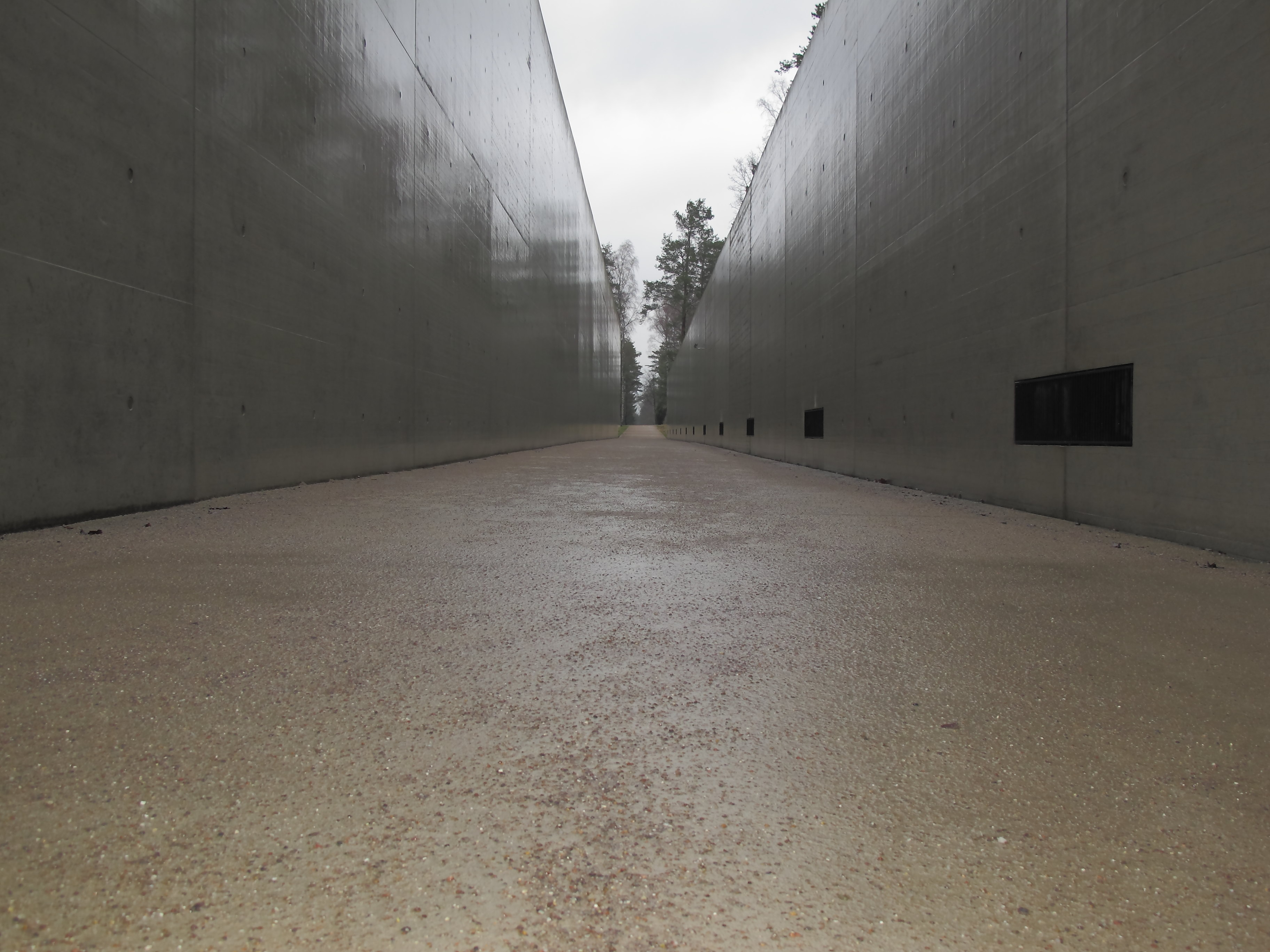
Ein „steinerner Weg“ führt durch das Dokumentationszentrum in die geografische Mitte des früheren Lagerareals. Lage des Gebäudes und Wegführung zeichnen die Trasse einer Landstraße nach, die durch den Lagerbau 1941 gekappt wurde.

In chronologischer Reihenfolge wird unter anderem gezeigt:
- September 1939: Errichtung des Kriegsgefangenenlagers Fallingbostel auf dem Truppenübungsplatz Bergen
- Juni 1940: Nutzung des ehemaligen Bauarbeiterlagers
- 1943: Übergabe eines Teils des Lagers an die SS und die Unterbringung von italienischen Militärinternierten
- Oktober 1944: Soldaten der polnischen Heimatarmee kommen als Kriegsgefangene
- Januar 1945: Das Kriegsgefangenenlager wird geräumt, die SS übernimmt die Gebäude
- April 1945: Befreiung durch die britische Armee

### Konzentrationslager Bergen-Belsen 1943 bis 1945
Hier erfolgt eine Untergliederung in:
- Das Austauschlager 1943 bis 1945
- Männer- und Frauenlager 1944 bis 1945
- Auffang- und Sterbelager 1944 bis April 1945
- Die Befreiung und Bilder der britischen Befreier

Im Einzelnen wird hier gezeigt:
- April 1943: Übernahme eines Teils des Kriegsgefangenenlagers durch die SS und Einrichtung eines Konzentrationslagers
- Ab Frühjahr 1944: Erweiterung des KZ, Unterbringung arbeitsunfähiger Häftlinge aus anderen Konzentrationslagern
- Ab August 1944: Ankunft weiblicher Häftlinge aus Auschwitz
- Ab Oktober 1944: Ankunft von Räumungstransporten aus frontnahen Konzentrationslagern
- 15. April 1945: Befreiung von 55.000 Häftlingen durch britische Truppen.

### Displaced Persons Camp Bergen-Belsen 1945 bis 1950
(im Obergeschoss des Dokumentationszentrums)
- Nothospital 1945 und Polnisches DP-Camp 1945 bis 1946
- Jüdisches DP-Camp 1945 bis 1950

### Sonstige Dokumentationen
- Topografie des früheren Lagerareals: In sechs phasenchronologischen Karten wird die Geschichte des Ortes von 1938 bis April 1945 dargestellt.
- Strafverfolgung der Täter, Ermittlungsverfahren, Prozesse (Bergen-Belsen-Prozess), Urteile.
- Bodenfunde: In 20 Vitrinen werden Gegenstände gezeigt, die auf dem Gelände des früheren Lagers bei Freilegungsarbeiten gefunden wurden.
- Videointerviews mit Zeitzeugen: Die 340 Interviews der Überlebenden und Zeitzeugen haben eine Gesamtlänge von rund 1.300 Stunden (Stand: Juli 2007).

## Verladerampe
Abseits der neuen Dokumentationsstätte wird auf der Verladerampe deutlich, welchen Weg die Häftlinge ins Lager zurücklegen mussten. Auf der Straße (L 298) von Bergen nach Belsen, etwa auf halbem Wege, führt eine Straßenbrücke über die Bahntrasse, die von Celle über Bergen nach Belsen verläuft. Gleich hinter dieser Brücke links, auf dem Parkplatz, befindet sich ein Mahnmal. Dieses wurde von dem hannoverschen Künstlerpaar Almut und Hans-Jürgen Breuste geschaffen und am 26. Januar 2008 hier eingeweiht. Es soll an die nahe gelegene Bahnrampe erinnern, auf der die Kriegsgefangenen und KZ-Häftlinge ankamen. Sie wurden von der Reichsbahn hierher transportiert und mussten von hier 5 bis 6 km zu Fuß in das Lager marschieren. Vom Parkplatz führt entlang der Bahntrasse ein schmaler unscheinbarer (aber ausgeschilderter) ca. 550 m langer Fußweg zur Verladerampe. Die AG Bergen-Belsen hat dort einen „gedeckten Güterwagen“ aufgestellt. Ein Teil der Rampe und des Gleises wurde auf deren Antrag im Jahr 2000 unter Denkmalschutz gestellt. Die Verladerampe wird (Stand 2019) weiterhin benutzt, um Kettenfahrzeuge der übenden Truppen zu ent- und verladen.

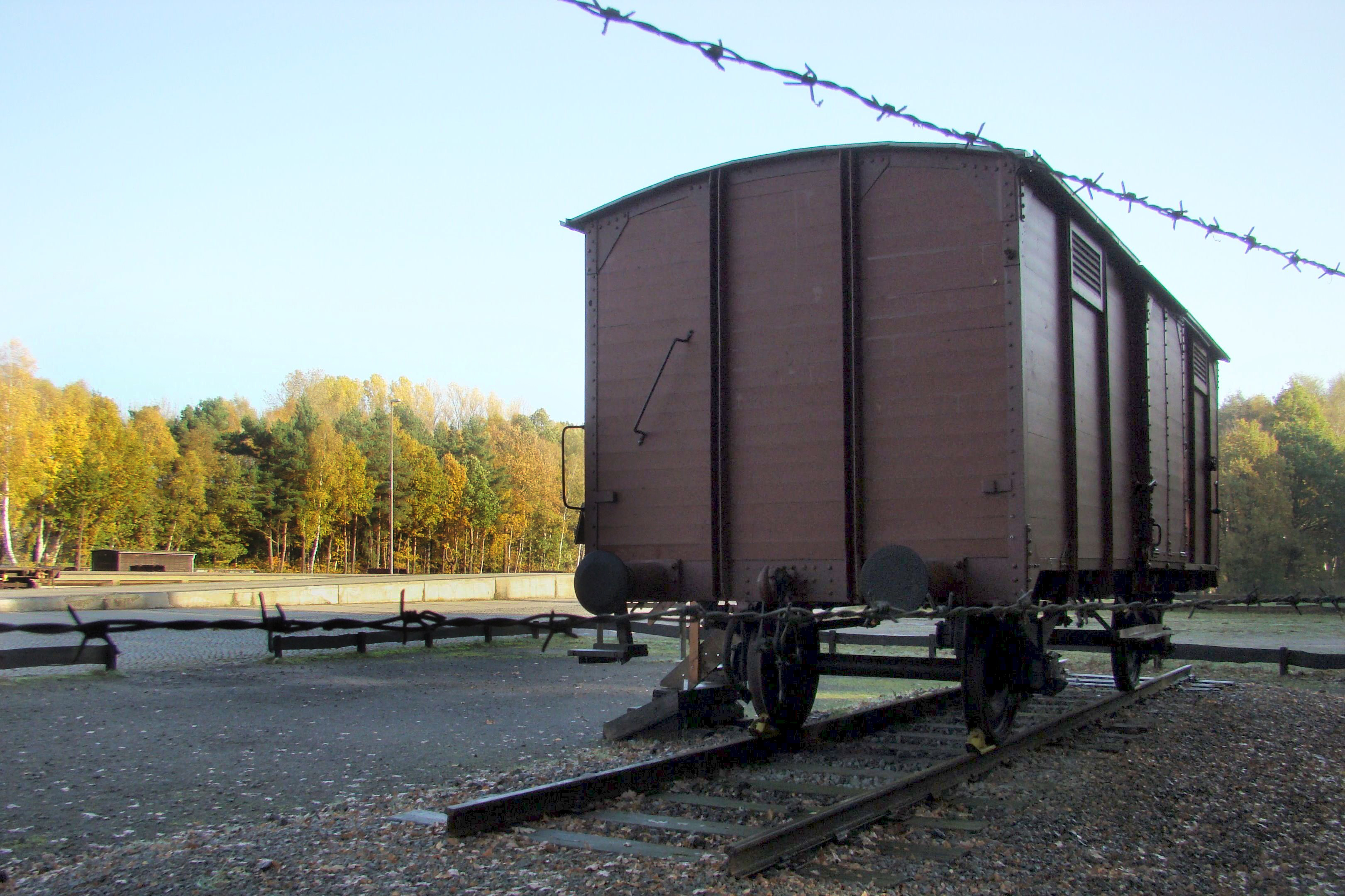
Transport-Waggon – im Hintergrund ein Teil der Verladerampe
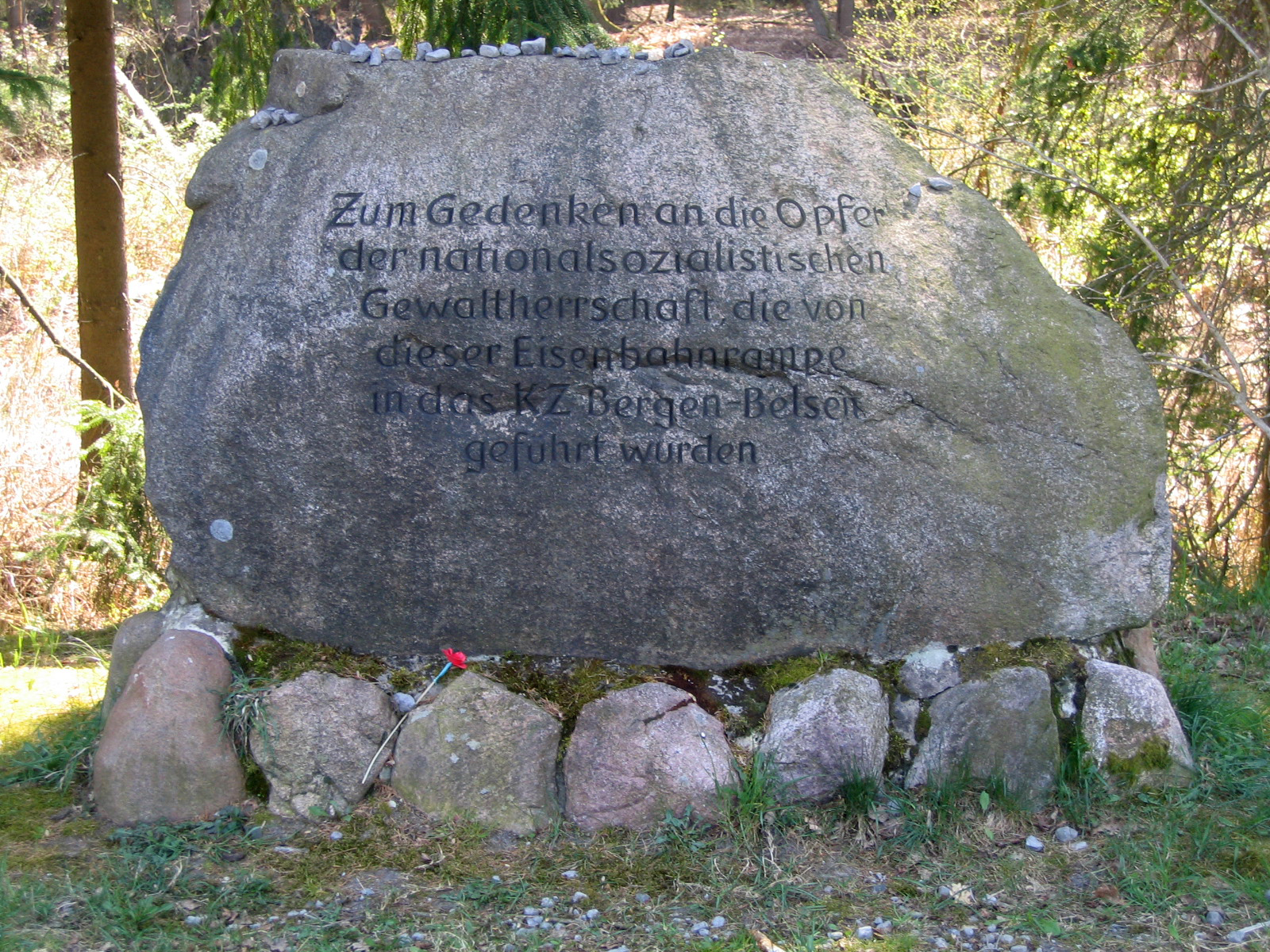
Gedenkstein für die Opfer der NS-Gewaltherrschaft, die von der Verladerampe in das KZ Bergen-Belsen geführt wurden
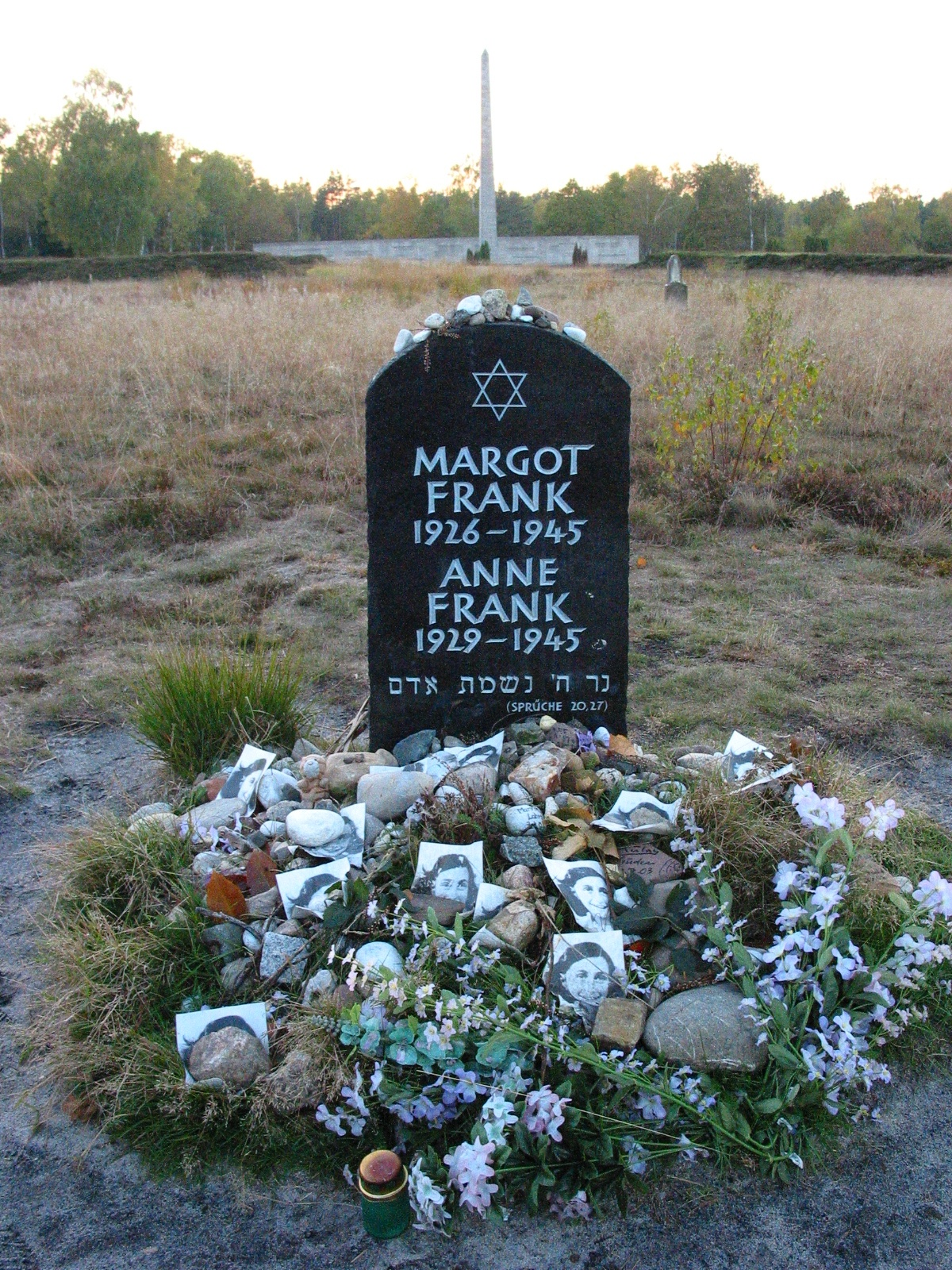
Grabstein für Margot und ihre Schwester Anne Frank
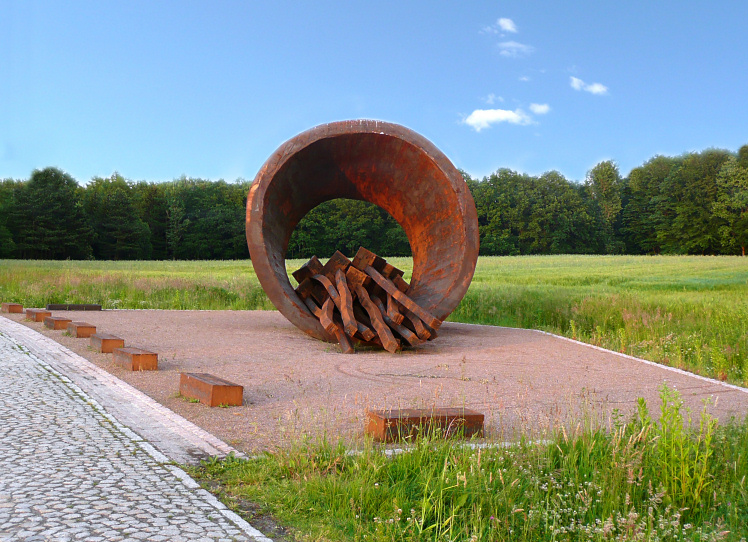
Denkmal nahe der Verladerampe